# Wicked Fashions
Wicked Fashions ist ein 1991 gegründeter US-amerikanischer Bekleidungshersteller mit Sitz in Fort Lee (New Jersey). Er hat seinen Ursprung in einem Geschäft für Herrenbekleidung, das die koreanischen Einwanderer David und Kenny Khym 1981 in Brownsville (New York City) eröffneten. Die wichtigste Marke von Wicked Fashions – das Streetwear-Label South Pole (engl. für Südpol) – erzielte 2005 einen Umsatz von 350 Mio. US-Dollar.